# Michał Czajkowski (duchowny)
Michał Czajkowski (ur. 3 października 1934 w Chełmży, zm. 15 lutego 2025 we Wrocławiu) – polski duchowny katolicki, prezbiter archidiecezji wrocławskiej, profesor nauk teologicznych, specjalista w zakresie biblistyki Nowego Testamentu, ekumenista, były współprzewodniczący Polskiej Rady Chrześcijan i Żydów, były członek Międzynarodowej Rady Oświęcimskiej (2000–2006). Był tajnym współpracownikiem UB/SB. Pierwszy okres współpracy trwał półtora miesiąca w roku 1956, drugi od 1960 do 1984. Był jedynym duchownym Kościoła katolickiego w Polsce, który przyznał się do współpracy ze Służbą Bezpieczeństwa Polskiej Rzeczypospolitej Ludowej.

## Życiorys
Michał Czajkowski urodził się 3 października 1934 roku w Chełmży, w wielodzietnej rodzinie, jako syn Teofila i Marii. Ojciec był kolejarzem. Szkołę podstawową rozpoczął w Sierpcu, a ukończył w Świdwinie. Maturę zdał w Gorzowie Wielkopolskim.
Studia rozpoczął w 1953 w Wyższym Metropolitalnym Seminarium Duchownym we Wrocławiu. Studiował również na KUL w Lublinie, Papieskim Instytucie Biblijnym i Papieskim Uniwersytecie św. Tomasza w Rzymie (1960–1964) oraz w École biblique et archéologique française w Jerozolimie (1964–1966). Doktorat zrobił w roku 1966 na Papieskim Uniwersytecie Świętego Tomasza z Akwinu (nostryfikowany na ATK w 1977 roku). Habilitację zrobił w 1987 roku, w 1992 roku został profesorem ATK, w 1997 roku został profesorem zwyczajnym.
Święcenia kapłańskie przyjął 15 czerwca 1958 roku z rąk bp. Bolesława Kominka. W latach 1958–1959 był wikariuszem i katechetą w Oleśnicy, w latach 1967–1972 wykładowcą Wyższego Seminarium Duchownego, rektorem kościoła św. Marcina i duszpasterzem we Wrocławiu, w latach 1972–1976 proboszczem parafii w Zgorzelcu, zaś od 1976 do emerytury był kierownikiem Katedry Teologii Ekumenicznej Uniwersytetu Kardynała Stefana Wyszyńskiego (dawniej ATK) w Warszawie.
Pisał korespondencje z obrad II soboru watykańskiego dla „Tygodnika Powszechnego”. Był założycielem Wspólnoty św. Marcina we Wrocławiu.
Był autorem wielu publikacji z zakresu teologii biblijnej. Był także członkiem Komisji Episkopatu Polski do spraw Dialogu z Niewierzącymi oraz Komisji Episkopatu Polski do spraw Dialogu z Judaizmem. W latach 2003–2005 był kierownikiem Katedry Egzegezy i Teologii Biblijnej Starego Testamentu na Uniwersytecie Szczecińskim. Członek Collegium Invisibile.
Był recenzentem licznych awansów profesorskich, rozpraw habilitacyjnych na ATK, PAT, ChAT, KUL i kilku innych uczelni. Wypromował wielu doktorów, zrecenzował kilkadziesiąt doktoratów. Pod jego kierunkiem napisano około stu prac magisterskich i licencjackich, zrecenzował podobną liczbę prac magisterskich i licencjackich.
W latach 1984–2006 był asystentem kościelnym miesięcznika „Więź” oraz współpracownikiem „Tygodnika Powszechnego”. Od marca 2009 ponownie był autorem publikującym na łamach Tygodnika Powszechnego . Jego artykuły ukazywały się też na łamach magazynu „Nigdy Więcej”.

## Biblista i ekumenista
Czajkowski był przede wszystkim biblistą, polem zainteresowań były Ewangelie synoptyczne i Apokalipsa. Zajmował się też rolą Biblii w duszpasterstwie oraz nowymi metodami biblijnymi. Dziełem pionierskim na skalę światową była jego książka o charakterze eksperymentalnym Egzystencjalna lektura Biblii (1993). Wyjaśnia w niej dlaczego potrzebna jest egzystencjalna lektura Biblii. Różnorodne skojarzenia i nadzieje egzystencjalne może wywoływać lektura Biblii. Powstała w końcu XIX wieku egzegeza historyczno-krytyczna prawie nie dostrzegała egzystencjalnych wartości Biblii. Zwrócił na nie uwagę Rudolf Bultmann, od którego Czajkowski jest po części zależny, ale wypracował własną oryginalną metodę. W Agendach liturgicznych (1994, 1995, 1996) komentuje teksty biblijne i za każdym razem usiłuje odtworzyć Sitz im Leben. Książka I Ty zrozumiesz Pismo Święte doczekała się kilkunastu pozytywnych recenzji. W książce tej przekonuje, że lekturę Biblii należy wspierać pewnym zasobem wiedzy.
Jako ekumenista koncentrował się na biblijnych podstawach ekumenizmu, o czym pisał wielokrotnie w swoich publikacjach. Był jednym z tłumaczy Ekumenicznego Przekładu Przyjaciół. Jest to prywatna inicjatywa ekumeniczna, której celem było zachęcenie Kościołów do utworzenia oficjalnego przekładu ekumenicznego. Zorganizował na ATK cztery sympozja ekumeniczne, współorganizował sympozja ekumeniczne ATK, ChAT-u i KUL-u. Jego zdaniem różnica pomiędzy katolikami a protestantami polega na tym, że katolicy wierzą w to, co Kościół uczy o Chrystusie, a protestanci wierzą tylko w to, co Biblia uczy.
Zaangażowany też był w dialog żydowski, co w jego przypadku również miało podłoże biblijne. Czajkowski pisał o nieodwracalności Starego Przymierza, o żydowskości Chrystusa. Wykazywał wielką troskę o przezwyciężenie drzemiących w polskim społeczeństwie stereotypów. Uważa, że wszelki antysemityzm jest zaprzeczeniem chrześcijaństwa i uderza w samego Chrystusa. W 2018 roku ze względu na zaangażowanie w dialog chrześcijańsko-żydowski przyznano mu Nagrodę im. ks. Stanisława Musiała .

## Współpraca z organami bezpieczeństwa PRL
Do pierwszego kontaktu Czajkowskiego z aparatem bezpieczeństwa doszło podczas jego nauki w Wyższym Seminarium Duchownym w Gościkowie-Paradyżu. 28 czerwca 1956 roku znalazł się w Poznaniu zaraz po głównej fazie demonstracji i walk, gdy trwała tam jeszcze akcja wojska i milicji przeciw demonstrantom. Chodząc w sutannie, obserwował wydarzenia. 13 lipca 1956 roku został wezwany w sprawie meldunkowej na milicję i skierowany do UB. Podczas rozmowy kleryk Czajkowski wymienił alumnów, którzy poprzednio należeli do ZMP, opowiedział też o rozbieżnościach i napięciach pomiędzy niektórymi księżmi. Po rozmowie podpisał zobowiązanie współpracy. Werbunek został dokonany w celu rozpracowania osób oraz rozeznania sytuacji panującej w Wyższym Seminarium Duchownym w Gościkowie i Gorzowie. 28 sierpnia Czajkowski listownie odwołał współpracę.
W sierpniu 1960 roku Czajkowski został zwerbowany po raz drugi. Otrzymał pseudonim „Jankowski”. Tym razem esbecy posłużyli się wobec niego szantażem na tle obyczajowym. Z ustaleń dziennika „Rzeczpospolita”, opublikowanych w 2023 roku, wynika, że tłem szantażu były czyny o charakterze pedofilskim, których ksiądz miał dopuścić się wobec dwóch małoletnich braci (sam Czajkowski zaprzeczył tym oskarżeniom).
Od połowy października do końca grudnia 1960 roku Mieczysław Mrozowicz, funkcjonariusz SB, odbył 8 spotkań z TW „Jankowskim”, wydobywając od niego informacje i pisemne charakterystyki dotyczące kilkudziesięciu księży. Część przekazanych informacji miała charakter neutralny. Informował jednak również o „napięciach między księżmi, nadmiernym zamiłowaniu do gry w karty, alkoholu czy innych słabościach i problemach”.
Informował o sytuacji na KUL. Podczas pobytu w Rzymie (1961–1962) korespondował ze swym oficerem prowadzącym, ale nie podawał istotnych wiadomości. Następnie kontakt z „Jankowskim” przejął wywiad MSW. Raporty z tego okresu dotyczyły polskich księży w Rzymie. Po powrocie do Polski Czajkowski był wykładowcą wrocławskiego seminarium duchownego i dostarczał informacji na temat Kościoła we Wrocławiu, w tym o napięciach wśród duchowieństwa. W 1972 roku został proboszczem parafii w Zgorzelcu i jego kontakty z SB osłabły. Po przeniesieniu do Warszawy w 1976 roku i podjęciu pracy na ATK, informował o sytuacji na tej uczelni. W tym okresie ks. Czajkowski utrzymywał luźne kontakty z kręgami opozycyjnymi. Ostatnim jego oficerem prowadzącym był Adam Pietruszka (w latach 1977–1984). Za swoją współpracę ksiądz pobierał pieniądze.
28 października 1984 roku Czajkowski zerwał współpracę. Powodem było morderstwo ks. Popiełuszki, w które był uwikłany jego oficer prowadzący. Czajkowski oświadczył Pietruszce, że spotyka się z nim tylko po to, aby mu powiedzieć, „iż za śmierć brata w kapłaństwie nie może być u niego żadnego wybaczenia. To jest zbrodnia kainowa, której kapłan rozgrzeszyć nie może”.

## Ujawnienie współpracy
17 maja 2006 „Życie Warszawy”, opierając się na dokumentach SB, przechowywanych w Instytucie Pamięci Narodowej i przebadanych przez tamtejszych historyków, podało, że w latach 1960–1984 ksiądz Czajkowski, jako tajny współpracownik „Jankowski”, współpracował ze Służbą Bezpieczeństwa. Jan Żaryn, historyk IPN, zarzucił mu, że donosił na arcybiskupa wrocławskiego Bolesława Kominka, księdza Jerzego Popiełuszkę, Jacka Kuronia i Jana Józefa Lipskiego. Opinię Żaryna podtrzymał Tadeusz Witkowski. Adam Pietruszka miał uważać duchownego za jednego z najbardziej wartościowych agentów ulokowanych przez SB wśród kleru . Specjalny raport na temat jego działalności opracowali również redaktorzy miesięcznika „Więź”, korzystając zarówno z materiałów zgromadzonych w IPN, jak też z rozmów z samym duchownym i niektórymi osobami, na które miał donosić. Równocześnie z publikacją wniosków z raportu, ksiądz Czajkowski wydał oświadczenie, w którym przyznał się do części zarzucanych mu czynów, jednocześnie stanowczo negując wiele zawartych w jego aktach informacji:

Wina moja jest bezsporna. Trudno to 24-letnie uwikłanie tłumaczyć tylko epoką, naiwnością, lękiem, zbytnią swobodą wypowiedzi. Dałem dowód słabości charakteru. To, co się dzieje od kilku tygodni wokół mojej osoby, także interpretacje niesprawiedliwe i obraźliwe, traktuję jako zasłużoną pokutę.

W 2007 roku Tadeusz Witkowski przyznał, że do teczki ks. Czajkowskiego włożono też materiały pochodzące od innego tajnego współpracownika (ps. „Ignacy”) . W 2009 roku ks. Czajkowski ponownie oświadczył, że nigdy nie donosił na ks. Jerzego Popiełuszkę, abpa B. Kominka, J. Kuronia i J.J. Lipskiego.
Redakcja „Więzi” powołała zespół badawczy, do którego weszli: Andrzej Friszke, Anna Karoń-Ostrowska, Zbigniew Nosowski i Tomasz Wiścicki. Ustalono, że do współpracy ks. Czajkowski został nakłoniony przy pomocy szantażu, najpierw w roku 1956 i ponownie w roku 1960.
Środowisko związane z Radiem Maryja wykorzystało fakt współpracy do ataków na ks. Czajkowskiego. Sebastian Karczewski podał w wątpliwość rzetelność Raportu sporządzonego przez współpracowników „Więzi”. Jego zdaniem „autorzy próbowali zminimalizować lub usprawiedliwić winę ks. Czajkowskiego” .
Po ujawnieniu współpracy ks. Czajkowski usunął się z życia publicznego. W roku 2017 Józef Puciłowski ocenił, że Czajkowski jest jedynym kapłanem, „który przyznał się do współpracy z SB i przeprosił za to” . Przez 12 lat nie otrzymał żadnej nagrody czy wyróżnienia. W 2018 roku przyznano mu Nagrodę im. ks. Stanisława Musiała. Spowodowało to wznowienie ataków na ks. Czajkowskiego .

## Publikacje
W roku 2014 miał w swoim dorobku 1074 publikacji, w tym 23 książki .
- Słowo blisko ciebie: wędrowało po Biblii i biblistyce, Warszawa 1983.
- Apokalipsa jako księga profetycznego orędzia napomnienia, pokrzepienia i nadziei, Wrocław 1987.
- Lud Przymierza, Warszawa 1992.
- Egzystencjalna lektura Biblii, Lublin 1993.
- Agenda Liturgiczna Maryi Niepokalanej, 1995, 1996, 1997.
- Z komentarzami biblijnymi na każdy dzień roku. Rok C, Wrocław 1994.
- Z komentarzami biblijnymi na każdy dzień roku. Rok A, Wrocław 1995.
- Z komentarzami biblijnymi na każdy dzień roku. Rok B, Wrocław 1997.
- I ty zrozumiesz Pismo Święte. Pierwsze wtajemniczenie w Biblię, Warszawa 1996.
- Galilejskie spory Jezusa. Struktura kerygmatyczna Mk 2.1–3.6, Warszawa 1997.
- W drodze do Jerozolimy, Warszawa 1996.
- Co nas łączy? ABC relacji chrześcijańsko-żydowskich, Warszawa 2003.
- Żydzi i chrześcijanie. Wspólne dziedzictwo wiary, Toruń 2004.

## Nagrody i odznaczenia
- nagrody ekumeniczne (dwie chrześcijańskie i dwie żydowskie),
- Nagroda Ministra Edukacji Narodowej,
- nagrody rektorskie,
- Dyplom Szczególnego Uznania Zarządu Towarzystwa Miłośników Wrocławia,
- Tęczowy Laur za osiągnięcia w dziedzinie przeciwdziałania dyskryminacji mniejszości,
- Krzyż Kawalerski Orderu Odrodzenia Polski (2004)[28][29],
- Medal „Zasłużony dla Tolerancji” (2001),
- Interfaith Gold Medalion „Peace through Dialogue” (ICCJ).
- Nagroda im. ks. Stanisława Musiała[30]
- tytuł „Honorowego Obywatela Świdwina” nadany 6 maja 1996 przez Radę Miasta[31].